# Мякеля, Ханну
Ха́нну Э́льяс Мя́келя (фин. Hannu Eljas Mäkelä, род. 18 августа 1943, Хельсинки) — финский писатель, поэт, драматург.

## Биография
Ханну Мякеля родился в семье учителей Вяйнё Мякеля и Эви Лейнонен. Окончил педагогический институт и сам 2 года преподавал финский язык и литературу в вечерней школе. Литературную деятельность начал в 1965 г. романом «Всё время в пути» (фин. Matkoilla kaiken aikaa), с тех пор опубликовал более 20 романов, один из которых («Мастер», фин. Mestari: Eino Leinon elämä ja kuolema) в 1995 году был отмечен главной национальной литературной премией — «Финляндия».
Перу Мякеля принадлежат также несколько сборников новелл и эссе, 19 сборников стихов, пьесы, сценарии теле- и радиопостановок. Около 20 лет (1967—1986) Х. Мякеля работал в крупном финском издательстве «Отава», где возглавлял отдел художественной литературы. Под его редакцией вышло множество сборников финских писателей и поэтов. Также он принимал активное участие в издании антологии финской литературы.
Наибольшую известность на родине и за рубежом писателю принесли его книги для детей — сказочные повести «Господин Ау» (фин. Herra Huu, 1973), «Лошадь, которая потеряла очки» (фин. Hevonen joka hukkasi silmälasinsa, 1977), «Бесстрашный Пекка» (фин. Pekka Peloton, 1982) и другие. Сказки Мякеля полны доброго юмора, они немного наивны, но, возможно, именно поэтому столь любимы читателями.
Повесть «Господин Ау» опубликована в СССР в 1976, в литературном пересказе Эдуарда Успенского издана в 1980 году. В 1979 году вышел мультсериал по мотивам повести.
Повести Х. Мяккеля «Лошадь, которая потеряла очки» и «Бесстрашный Пекка», переведенные Элеонорой Йоффе, были опубликованы на русском языке в 2001 году.
Ханну Мякеля неоднократно посещал республики СССР и Россию. В 30-летнем возрасте он изучил русский язык. Был женат на Светлане Аксёновой, филологе, журналисте (Санкт-Петербург). В 1998—2003 годах был женат на писательнице и художнице Кристийне Лоухи.
В сентябре 2014 года Мякеля обвинил средства массовой информации Финляндии в военной истерии против России. Он заявил, что его шокирует «западная безграничная русофобия».
20 мая 2016 года писателю было присвоено почетное звание академика в области искусства. Назначение подписал президент Финляндии Саули Ниинистё.

## Книги, изданные на русском
- Господин Ау (фин. Herra Huu, 1973). М.: Детская литература, 1980. - 96 с. Перевод Эдуарда Успенского. Илл. Г. Калиновского.
- Лошадь, которая потеряла очки (фин. Hevonen joka hukkasi silmälasinsa, 1977). СПб.: Азбука, 2001. - 224 с. Перевод Элеоноры Иоффе. ISBN 5-352-00171-7.
- Бесстрашный Пекка (фин. Pekka Peloton, 1982). СПб.: Азбука, 2001. - 256 с. Перевод Элеоноры Иоффе. ISBN 5-352-00128-8.
- Эдик. Путешествие в мир детского писателя Эдуарда Успенского. Биографический очерк. (фин. Eetu. Matkoja Eduard Uspenskin maailmaan, 2008)  М.: АСТ, 2014. - 448 с. Перевод Б. Сергеева. ISBN 978-5-17-080593-8.